# Нейрофізіологія (журнал)
«Нейрофізіологія/Neurophysiology» — міжнародний рецензований науковий журнал, який публікує наукові дослідження і огляди в галузі нейронаук. Заснований у 1969 році в Інституті фізіології імені О. О. Богомольця АН УРСР. Статті в журналі виходять українською, російською, англійською мовами. Журнал також повністю перекладається на англійську мову видавництвом Kluwer Academic/Plenum Publishers, Springer, виходить під назвою «Neurophysiology».

## Тематика
Журнал публікує результати експериментальних досліджень, а також огляди сучасного стану проблем нейронаук. В основному журнал публікує статті з молекулярної, клітинної, системної нейрофізіології, функціональної нейроморфології, нейрофармакології, нейрохімії. Також деякі статті присвячені нервово-м'язевій фізіології, нейронним механізмам поведінки, медичним аспектам нейрофізіології, математичному моделюванню нервових функцій.

## Редакційна рада
Головним редактором журналу «Нейрофізіологія» є доктор біологічних наук Дмитро Василенко.
Станом на 2015 рік до редакційної колегії входять серед інших Петро Бржестовський, Валерій Казаков, Девід Браун, Олег Кришталь, Ігор Магура, Оле Петерсен, Ярослав Шуба, Микола Веселовський.

## Історія та впливовість
Журнал засновано 1969 року за ініціативи академіка Платона Костюка, який і став першим головним редактором журналу. «Нейрофизиология» видавалася російською мовою і була єдиним виданням в СРСР з наукових проблем нейрофізіології та нейронаук. Журнал видається одразу і в США, видавництвом Plenum Press Publishing Corporation.
У 1992 році журнал отримав статус міжнародного видання і став називатися «Нейрофизиология / Neurophysiology». Проте таке перейменування призвело до виключення журналу з бази даних медико-біологічних наукових публікацій PubMed, де до того він індексувався як «Neirofiziologiia».
Значна частина статей в журналі публікується науковцями Інституту фізіології НАН і України. У 1991 році таких статей було 56,3% (58 одиниць) і 85,3% відповідно, у 1996 75,8% (25 одиниць) і 86,2%, у 2006 році — 44,0% (22 статті) і 61,1%, у 2011 — 33,8% і 44,6%.
З 2010 року журналу присвоюється імпакт-фактор за рейтингом Thomson Reuters.
| Рік  | Імпакт-фактор    | Імпакт-фактор без самоцитувань | Джерело |
| ---- | ---------------- | ------------------------------ | ------- |
| 2010 | 0,279            | 0.036                          | [ 7 ]   |
| 2011 | 0.468            | 0.076                          | [ 8 ]   |
| 2012 | 0,384            | 0,141                          | [ 9 ]   |
| 2013 | 0,174            | 0,096                          | [ 10 ]  |
| 2014 | 0,195            | 0,126                          | [ 11 ]  |
| 2015 | 0,200            |                                |         |
| 2023 | 0,813 (Springer) |                                |         |

У 2019 році журнал віднесено до «Категорії А» з реєстру фахових наукових журналів, який ведеться Міністерством освіти та науки України.